# Classe Gianfranco Gazzana-Priaroggia
La classe Gianfranco Gazzana-Priaroggia di sommergibili della Marina Militare era costituita da due battelli di fabbricazione statunitense che all'inizio degli anni settanta vennero ceduti dalla United States Navy all'Italia: USS Pickerel e USS Volador, ribattezzati rispettivamente Primo Longobardo (con nuovo distintivo ottico S 501) e Gianfranco Gazzana-Priaroggia (con nuovo distintivo ottico S 502), che prestarono servizio fino ai primi anni ottanta.
Queste sono state le prime unità subacquee che hanno preso i loro nomi da comandanti di sommergibili caduti durante la seconda guerra mondiale e decorati di medaglia d'oro al valor militare: qualche anno prima una corvetta era stata intitolata alla memoria di Salvatore Todaro comandante del sommergibile Comandante Cappellini e decorato di medaglia d'oro al valor militare, che però non era caduto a differenza di Primo Longobardo e Gianfranco Gazzana Priaroggia mentre era al comando di un sommergibile.

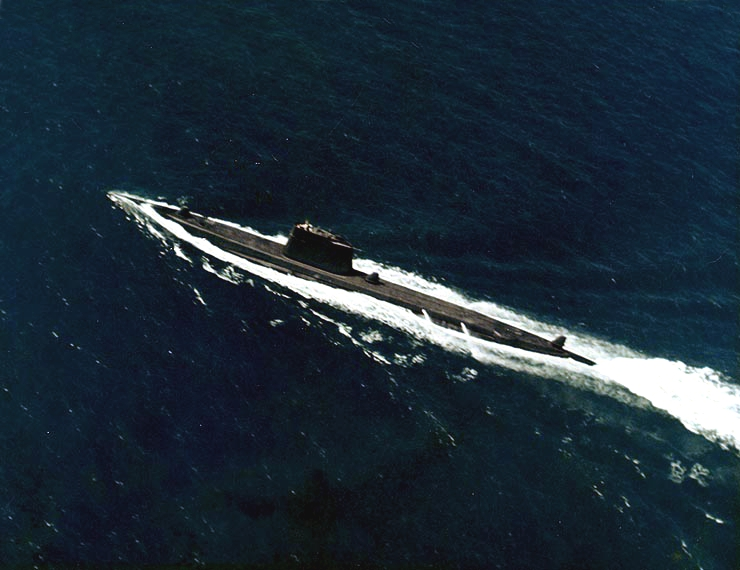
Il sommergibile USS Volador nel 1960 in navigazione al largo di Guam